# Orthoporidroides
Orthoporidroides is een mosdiertjesgeslacht uit de familie van de Celleporidae en de orde Cheilostomatida. De wetenschappelijke naam ervan is in 1974 voor het eerst geldig gepubliceerd door Moyano.

## Soorten
- Orthoporidroides erectus (Waters, 1888)
- Orthoporidroides robusta Moyano, 1981